# Namitka

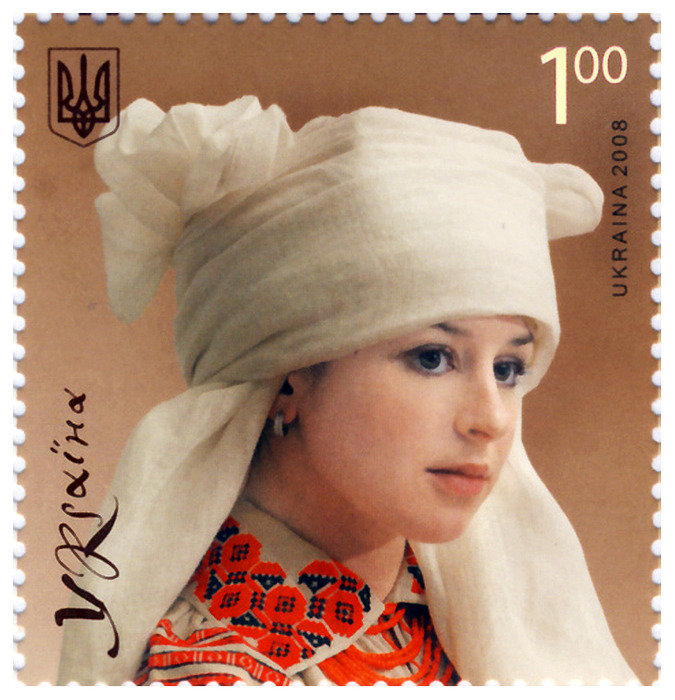
La parte superior del traje típico de Ucrania.

La namitka (hамітка) era una tela fina que envolvía la cabeza y se ataba por detrás. Fue la prenda eslava original que se utilizó tanto en hombres como en mujeres para cubrir la cabeza, y eventualmente el rostro.
El borde de la namitka está bordado, generalmente con motivos en color rojo.
La diferencia con el Ochípok (Очіпок) en general es que éste queda más separado de la cabeza, con una forma de apariencia más rígida; en cambio la namitka es visiblemente muy fresca y suave.

## Símbolo
Muy importantes durante las ceremonias de matrimonio, el pelo de la novia siempre debía ir cubierto por una namitka y un Ochípok.
Aunque en la antigüedad, la esposa debía llevar el Ochípok durante el día y en su vida pública durante el resto de su vida. Por eso, si vemos las palabras Ochípok y Namitka, en ucraniano es en referencia a una boda.
La costumbre de vestir la namitka durante las bodas ya cayó en desuso, aunque se está intentando volver a incluirla como una prenda de diario o al menos para ocasiones especiales, ahora con telas sintéticas y de diversos colores.
La namitka original era una tira de tela de 3 m de largo por 40 cm de ancho, con las puntas con bordados rojos, y luego doblada ocho veces, para atar al encaje y fijar en la cabeza.
La forma en que la namitka se ataba a la cabeza era también representativa de la región de procedencia de la mujer que la usaba; por ejemplo, en Podolski, se usaba más floja, sin los bordados rojos en las puntas, y permitía ver dos o tres dedos de frente; se enrollaba en la cabeza, dejando el extremo izquierdo más largo que el derecho, luego detrás de la nuca, alrededor del cuello por debajo de la barbilla, y siempre con uno de los dos extremos más largos, cuelga el resto por detrás.
El de Bucovina, en cambio, es un poco más ancho (42 cm) y tiene franjas blancas atravesadas en un fondo amarillo; con el extremo derecho más corto, se sube por la barbilla y encima de la cabeza, se baja por la derecha a la barbilla de nuevo y se le da una vuelta por la izquierda.
En todos los casos, se deja colgando un gran trozo hacia atrás.

## Otras
Las otras clases de namitka son: peremitka es una parte del traje tradicional de los hutsul. Es una tira larga de tela ornamentada en ambas puntas y amarrada con nudos a ambos lados; se viste envolviendo la cabeza, el cuello y la barbilla.
La bavnytsia es un anillo de tela bordado y decorado que se coloca firmemente alrededor de la cabeza, abierto por arriba, con una corona de adornos bordada por la parte de arriba. Parte del traje típico de la región occidental de Galicia, cubierto luego con una namitka o un pañuelo.

## Galería

Namitka de Ucrania
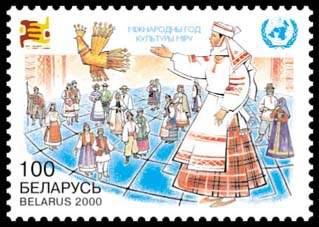
2000. Estampilla postal de Bielorrusia 0383
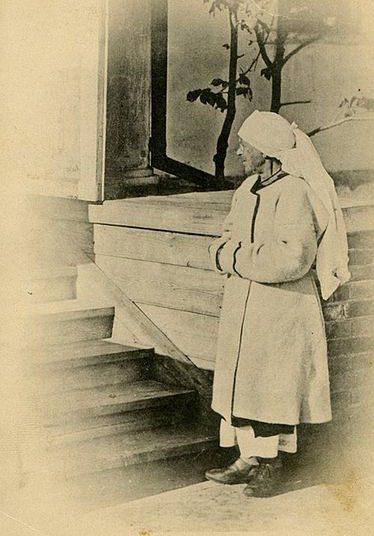
Mujer ucraniana.
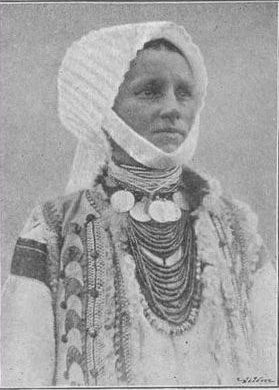
Molodycya Sheshory